# Aleksandr Bolchakov
Aleksandr Bolchakov (russe : Алекса́ндр Никола́евич Большако́в), né le 27 août 1946, à Leningrad, en République socialiste fédérative soviétique de Russie est un ancien joueur de basket-ball soviétique. Il évolue au poste de meneur.

## Palmarès
- Champion du monde 1974
- Finaliste du championnat d'Europe 1975
- Vainqueur de l'Universiade d'été de 1970
- Coupe des coupes 1973, 1975